# دان نيكولز
دان نيكولز (بالإنجليزية: Dan Nichols)‏ هو كاتب أغاني أمريكي، ولد في 1969.

## وصلات خارجية
- الموقع الرسمي
- دان نيكولز على موقع IMDb (الإنجليزية)
- دان نيكولز على موقع ميوزك برينز (الإنجليزية)
- دان نيكولز على موقع ديسكوغز (الإنجليزية)